# Kuno II. von Falkenstein-Münzenberg
Kuno II. von Falkenstein-Münzenberg (* unbekannt; † 14. Mai 1333) war ein Adliger der Licher Linie des Hauses Falkenstein.

## Leben
Kuno II. von Falkenstein-Münzenberg war ein Sohn von Philipp III. von Falkenstein (* um 1257; † 9. Februar 1322), der als erster Falkensteiner in Lich residierte und unter dessen Herrschaft Lich zur Stadt erhoben wurde, und dessen zweiter Ehefrau Luckarde von Isenburg.
Er war verheiratet mit Anna von Nassau-Hadamar († 1329) (Hochzeit vor 1322). Aus der Ehe gingen folgende Kinder hervor:
- Luitgard von Falkenstein († vor dem 14. Juli 1363), verheiratet mit Graf Emich V. von Leiningen-Hartenburg im Jahr 1343
- Philipp VI. von Falkenstein (* etwa 1320; † zwischen dem 24. März 1370 und dem 6. August 1373)

In zweiter Ehe war er mit Imagina (Mena) von Bickenbach († 1367) verheiratet.
Das aus Sandstein geschaffene Grabdenkmal von Kuno und seiner ersten Ehefrau Anna befindet sich heute im Chorumgang der Evangelischen Marienstiftskirche in Lich. Die Grabplatte enthält folgende Inschrift:
ANNO D(OM)]NI M / C°C°C° X° X° X° III° II IDVS MAII O(BIIT) CVNO DE FALKINSTEIN D(OMI)N(V)S IN MIN / ZINBERG + + ANNO D(OMI)NI M / C°C°C° XXIX° III K(A)L(ENDAS) AVG(VSTI) O(BIIT) D(OMI)NA ANNA CO(N)THORAL(IS) D(OMI)NI CVNONIS DE / FALKENSTEY[N] +
(Übersetzung: Im Jahre des Herrn 1333, an den 2. Iden des Mai, starb Cuno von Falkenstein, Herr zu Münzenberg. Im Jahre des Herrn 1329, an den 3. Kalenden des August, starb Frau Anna, Ehefrau des Herrn Cuno von Falkenstein.)